# 李元瑨
李元瑨，山东德州人，清朝政治人物。贡生。
李元瑨曾于1690年接替赵宁任松江府知府一职，1692年由龚嵘接任。